# FCM F1

De FCM F1

De FCM F1 is een Franse tankproject uit het late Interbellum, een superzware tank ontwikkeld aan de vooravond van de Tweede Wereldoorlog.
Twaalf van deze tanks werden in 1940 besteld als vervanging van de Char 2C, maar het ontwerp kwam nooit verder dan een houten schaalmodel. Het berekende gewicht zou 139 ton bedragen en het type zou daarmee de zwaarste tank zijn geweest die op dat moment ooit in productie was genomen. De FCM F1 was erg groot en langgerekt en voorzien van twee achter elkaar geplaatste torens, elk uitgerust met een lang kanon. Het belangrijkste doel van de FCM F1 zou zijn om fortificaties te vernietigen in de Siegfriedlinie en niet om vijandelijke tanks te bestrijden. Het project was het resultaat van een lang en complex ontwikkelingsproces, dat ertoe leidde dat er naast de FMC F1 ook andere superzware tanks ontworpen werden.

## DeChar Lourd
In de jaren twintig gebruikte het Franse leger een officiële typologie van tanks, die daarbij ingedeeld werden op gewicht. De zwaarste klasse was die van de Char Lourd, de "Zware Tank". In die klasse waren vanaf 1921 al twaalf voertuigen geproduceerd van het Char 2C-type, de zwaarste tank ter wereld. In de jaren 1921 en 1930 werd het systeem opnieuw bekeken met als conclusie dat er geen vervangingstype voor de Char Lourd nodig was. Tussendoor, in het productieprogramma van 1926, was er wel sprake geweest van een soort nieuwe zware tank, de Char d'Arrêt, van vijftig ton waarvan het bedrijf FCM in 1928 een voorstudie begon. Toen die al snel een geschat gewicht bereikte van honderd ton, werden de plannen in februari 1929 herzien om op een voertuig van 65 ton uit te komen maar het hele project werd op 17 mei 1929 beëindigd wegens bezuinigingen.
In 1936 echter was de oorlogsdreiging flink toegenomen. Dat jaar besloot de adviesraad voor wapenprojecten, de Conseil Consulatif de l'Armement onder generaal Julien Claude Marie Sosthène Dufieux, een nieuwe zware tank te laten ontwikkelen, waarbij op 12 november 1936 de volgende specificaties werden opgesteld: een maximumgewicht van 45 ton, bescherming tegen pantsergranaten van een kaliber van 75 mm boven een afstand van tweehonderd meter, een snelheid van 30 km/u, een rijbereik van tweehonderd kilometer en een bewapening bestaande uit een 75 mm kanon dat in de romp ingebouwd moest worden en een 47 m kanon in een toren. Het geheel leek daarmee op een vergrote Char B1, een type dat toen in productie was en waarvoor verschillende verbeteringsprojecten liepen. De meerwaarde van het nieuwe project was daarmee al twijfelachtig.
In reactie daarop probeerden de drie bedrijven die in 1937 een of meerdere voorstellen presenteerden, AMX, ARL en FCM, een zo groot mogelijk voertuig te ontwikkelen. Daarvan gaven ze zelf al aan dat die niet binnen de gewichtslimiet van 45 ton zouden kunnen blijven. De Franse hoogste defensieraad, de Conseil Supérieur de la Guerre, besloot daarom op 26 maart 1937 het roer helemaal om te gooien en een goedkope, kleine maar zeer zwaar bepantserde infanterietank te gaan ontwikkelen, bewapend met slechts een 37 mm kanon. Als snel begreep men echter dat zo'n type in de moderne oorlogsvoering van weinig nut zou zijn; het centrale wapenontwikkelingsbureau, de Section de l'Armement et des Études Techniques, concludeerde op 5 april dat als men zo'n tank met een serieus wapen uit zou willen rusten, het gewicht op zeker twintig ton zou uitkomen — en voor die gewichtsklasse was al een nieuwe tank in ontwikkeling de Char G1. In februari 1938 werden de plannen dus weer radicaal veranderd en voorzagen nu in een superzware tank met een 75 mm kanon in de toren, zonder dat er een gewichtslimiet gesteld werd. De nieuwe specificaties leken het meest op het ontwerp dat FCM eerder had ingediend, voor een tank van zestig ton. Omdat de tijd begon te dringen, gunde het Franse opperbevel daarom dat bedrijf, de Forges et Chantiers de la Méditerranée, op 6 april het contract voor de ontwikkeling van een prototype van een Char F1. De letter "F" verwijst niet naar FCM maar was uit een nieuwe letterreeks de code gereserveerd voor superzware tanks; de eerdere gewichtscodes A, B, C en D wilde men niet meer gebruiken. De ontwikkeling van de FCM F1 zag men toen echter niet als de ideale oplossing; al in februari 1938 was er een speciale commissie opgericht onder voorzitterschap van generaal Julien François René Martin om te bestuderen hoe de Westwall die toen aan de Duitse westgrens werd aangelegd, het best doorbroken kon worden. In deze periode werd er in verschillende landen met de gedachte gespeeld om superzware tanks te bouwen, onder andere ook in Duitsland en de Sovjet-Unie. De Franse plannen echter zouden het dichtst bij een verwezenlijking komen, omdat in dit land meer dan in Duitsland de klemtoon gelegd werd op mechanisering en men, anders dan de Sovjet-Unie, geconfronteerd werd met een vijandelijke fortengordel vlak aan de grens.

## DeChar d'Attaque des Fortifications
Het eerste wat de commissie deed was het laten herleven van de oude Char Lourd-klasse, opgevat in de oorspronkelijke rol van slagtank tegen vijandelijke pantservoertuigen. Op die manier werd een duidelijke tegenstelling gemaakt met een superzware tank die geoptimaliseerd was om vijandelijke forten te vernietigen, een Char d'Attaque des Fortifications. Voor zo'n laatste voertuig werden ook specificaties opgesteld. Het moest een zwaarbepantserde tank worden, zelf immuun voor vijandelijk vuur maar voorzien van een krachtig lang kanon met hoge aanvangssnelheid in een toren. De maximumsnelheid was van bijkomstig belang en mocht zo laag zijn als 10 km/u. Het overschrijdingsvermogen en waadvermogen moesten echter uitstekend zijn, zodat antitankgrachten overwonnen konden worden. Mocht dit resulteren in een erg omvangrijk voertuig dan moesten het modulair worden gemaakt zodat de delen apart vervoerd konden worden. Op 4 mei 1938 stelde het centrale wapenproductiebureau, de Direction des Fabrications d’Armement, voor dit type de Char H te gaan noemen maar daarvan werd afgezien omdat er dan misschien verwarring zou ontstaan met de Hotchkiss H35.
In april 1938 keurde het opperbevel de plannen van de commissie voor een Char d'Attaque des Fortifications goed en stelde een werkcommissie in om ze in detail uit te werken. Die commissie moest ook gaan beoordelen of achteraf bezien een voertuig met een gewicht van 45 ton toch niet zou volstaan en beide projecten alsnog samengevoegd konden worden. Tijdens haar eerste bijeenkomst op 9 mei echter, stelde de commissie al snel vast dat minstens een 75 mm kanon nodig was en een bepantsering rondom van 120 millimeter. Dat zou niet meer de verenigen zijn met een gewichtslimiet van 45 ton. Aan de andere kant zou het evenaren van het klim- en overschrijdingsvermogen van zelfs maar de oude Char 2C resulteren in een gigant van 150 à 200 ton, waarvan zelfs de modules individueel nog te zwaar zouden zijn om eenvoudig vervoerd te worden. Men besloot zich dus te richten op een minder ambitieus voertuig met een totaalgewicht van 65 ton en een leeg gewicht van het casco van 45 ton. Dit laatste kon dan op een normale spoorwegwagon getransporteerd worden; bij aankomst zouden de toren inclusief bewapening, motor en loopwerk worden gemonteerd.
De tweede bijeenkomst, op 22 juli, was gewijd aan het beoordelen van meer concrete opties. Daarbij begreep men al snel dat ieder ontwerp aan bepaalde restricties onderhevig zou zijn. De overgrote meerderheid van de bruggen kon toen hoogstens 35 ton dragen, dus voor een zwaardere tank zou men speciale pontons moeten ontwikkelen. Een volgende limiet was de maximumlast van honderd ton die de zwaarste wagons konden dragen. Of een niet-modulaire tank daaronder kon blijven was maar de vraag. Het bleek dat de Duitse tankgrachten aangelegd werden met een breedte van zeven meter, voldoende om de twaalf meter lange Char 2C te stoppen, zodat het nieuwe voertuig zo'n veertien meter lang zou moeten worden. Daarbij werd gewezen op het aanzienlijke doorslagvermogen van het nieuwe Duitse 88 mm luchtdoelgeschut, waarvan men al verwachtte dat het ook tegen gronddoelen zou worden ingezet; zelfs een bepantsering van 120 mm zou dus misschien niet voldoende zijn. In het licht van al die gegevens nam de commissie enkele besluiten. Een minimumoptie, de char minimum van 56 ton, werd afgewezen want zo'n voertuig zou te kort zijn. Ook werd een voorstel verworpen van ingenieur Boirault om een futuristische gearticuleerde tank te bouwen van 120 ton die zou bestaan uit twee korte tanks met enorme klimwielen die met een tussenstuk verbonden waren, zodat het gevaarte nog hoger kon klauteren. Twee opties moesten verder bestudeerd worden: een modulaire char maximum van 89 ton, demonteerbaar in twee secties en de char squelette, een "skelettank", van 110 ton met het loopwerk geplaatst op een lang buisframe om gewicht te besparen. Zo'n voertuig was al eens tijdens de Eerste Wereldoorlog in de Verenigde Staten ontwikkeld als de Skeleton Tank; het Franse ontwerp voorzag in een veel grotere constructie waarbij de kleine gepantserde kern die de motor, bewapening en besturing bevatte, in de lengterichting over het frame kon schuiven om zo het zwaartepunt te verplaatsen en het overschrijdingsvermogen te verbeteren. Bij een tankgracht aangekomen zou dan eerst de zware kern naar achteren bewogen worden zodat het veel lichtere loopwerkframe over de gracht geschoven kon worden zonder dat het voertuig de diepte in zou kantelen; lag het voorstuk eenmaal stevig op de overliggende zijde dan werd de eigenlijke romp naar voren geschoven totdat ook die de overkant bereikt had en de rest van het frame kon volgen.
In september 1938 beval het opperbevel onmiddellijk te beginnen met verkennende studies naar beide mogelijkheden. Het staatsbedrijf ARL werd het contract gegund om de char maximum te ontwikkelen. ARL diende in mei 1939 het eerste ontwerpvoorstel in. Dat had een voorzien gewicht van 120 ton, bestond uit twee uitneembare modules en kon naar keuze bewapend worden met een kanon of vlammenwerper. De commissie besloot om alleen de kanonversie verder te bestuderen en gaf aan dat het voertuig aan de achterkant een kleinere toren moest krijgen voor de nabijverdediging tegen infanterieaanvallen. Ook viel het haar op dat dit project en dat van de FCM F1 elkaar dicht benaderd waren; men opperde dat beide ontwikkelingsprogramma's zouden kunnen worden samengevoegd.

## Tweede Wereldoorlog

### Het bouwprogramma van september 1939
Toen Frankrijk aan de Tweede Wereldoorlog ging deelnemen op 2 september 1939, moesten alle bestaande plannen opnieuw bekeken worden. Die waren immers niet opgesteld met een vaste einddatum waarop per se een operationeel voertuig voorhanden moest zijn. Daar kwam nu verandering in: het Franse opperbevel wilde in beginsel in het voorjaar van 1941 alle voorbereidingen getroffen hebben voor een groot offensief tegen Duitsland. Projecten die vermoedelijk niet voor die tijd een concreet resultaat zouden opleveren, zoals de char squelette, werden beëindigd. Het zou het beste zijn als alle inspanningen nu geconcentreerd werden in een enkel ontwerp dat met grote voortvarendheid aangepakt zou kunnen worden, maar de ontwerpen waren niet eens voldoende gevorderd om een gefundeerde keuze te maken. FCM, ARL en AMX werd daarom in oktober bevolen — de Staat had de wapenindustrie onder directe overheidscontrole gesteld — ieder twee prototypen te maken van een superzware tank. Die moesten op bestaande spoorwegwagons vervoerd kunnen worden, een eis waar het FCM F1-programma niet aan voldeed. Het zou niet meer nodig zijn de mogelijkheid van een vlammenwerper te onderzoeken. Ondanks de omvang van de plannen, was het niet zo dat het Franse opperbevel erg veel fiducie had in de bruikbaarheid of efficiëntie van superzware tanks. Men wilde Westwall het liefst omtrekken, bij voorkeur goedschiks of kwaadschiks door de Lage Landen of desnoods door Zwitserland. Tot een bloedige frontale aanval op de Duitse fortificaties zou men pas in uiterste noodzaak overgaan. Mocht het echter onverhoopt zo ver komen, dan zou een niet onwaarschijnlijke mislukking niet het verwijt mogen opleveren dat niet alles gedaan was om een succes te bevorderen. Daarom was het wenselijk althans een klein aantal superzware tanks voorhanden te hebben; die zouden daarbij de Duitsers de indruk kunnen geven dat de Fransen serieus een doorbraak overwogen, ook als dat niet het geval zou zijn.
Op 22 december 1939 werden meer specifieke opdrachten geven. FCM moest het F1 project met 75 mm kanon voltooien maar ook een versie maken met een 90 of 105 mm kanon in de romp, daar een 75 mm kanon vermoedelijk te zwak zou zijn om aan de gestelde taken te voldoen. Het pantser moest verzwaard worden van 100 naar 120 millimeter. Een tweede kleinere toren met 47 mm kanon moest de achterkant van het voertuig dekken. AMX en ARL moesten ieder twee versies bouwen: een met een 90 mm kanon, de ander met een 105 mm kanon in de toren; beiden moesten een secundaire toren hebben met 47 mm kanon. Die torens moesten apart ontwikkeld worden, zoals gebruikelijk was bij Franse tanks. Diezelfde maand gaven FCM en ARL aan dat de constructie van prototypen in de zomer van 1940 van start kon gaan en dat de serieproductie eind 1941 kon beginnen; AMX had nog geen zicht op de planning. ARL probeerde op 17 januari 1940 vier torens bij staal- en wapenfabrikant Schneider te bestellen — meteen ook voor AMX — maar die wilde alleen een opdracht voor twee 105 mm-torens accepteren; het had simpelweg geen productiecapaciteit voor ook de 90 mm-torens.
In februari 1940 deed de Société d’Études et d’Application Mécanique (SEAM), een bedrijf van prins Marie André Poniatowski, die behalve een belangrijk Frans ingenieur ook afstammeling van een Pools koningsgeslacht was, het voorstel voor een alternatieve superzware tank. Het betrof een waarlijk gigantisch voertuig met een voorzien gewicht van 220 ton, voort te bewegen door twee 925 pk Hispano-motoren via een petro-elektrische transmissie. Een voordeel van het type zou zijn dat het behalve twaalf meter lang ook nog vijf meter breed was, wat wegens een betere lengte-breedte-verhouding het sturen zou vereenvoudigen. Voor transport kon het geheel overlangs in twee helften gesplitst worden. Het ministerie van defensie beschouwde dit project als onzinnig en wees het op 20 april 1940 af.
Op 4 maart 1940 werd een nieuwe subcommissie voor het ontwerp van superzware tanks bericht dat de 90 en 105 mm-ontwerpen klaar waren, dat wil zeggen: hun bouwtekeningen. De commissie besloot de AMX-projecten te beëindigen omdat ze hopeloos achterliepen; het prototype van het meest gevorderde ontwerp, de Tracteur C, zou niet eerder klaar zijn dan juli 1941. Op 1 april beëindigde AMX alle werkzaamheden op dit gebied. De FCM en ARL-projecten kregen echter een positief advies; van de FCM F1 zouden er al tien of vijftien exemplaren besteld kunnen worden. Dat advies werd gegeven aan een overkoepelende Commissie van Tankontwerp, waaraan ARL op 11 april een houten model op ware grootte presenteerde en FCM een dag later. Het bleek dat het FCM-project veel verder gevorderd was — wat niet verwonderlijk was aangezien men daar al twee jaar aan werkte — en in ieder detail kon aangeven hoe de nieuwe tank eruit ging zien. Het voertuig had een gepland gewicht van 140 ton, met maximaal 24 km/u te bewegen door twee in het midden van de romp geplaatste 550pk Renaultmotoren via een elektrische transmissie die achterste aandrijfwielen aandreef. Het ontwerp had twintig loopwielen per zijde, een afgeschuind frontpantser, een kleine toren vooraan in plaats van achteraan en een hogere toren daarachter die een 90 mm kanon kon bevatten in plaats van de eerst voorziene 75 mm. Daarnaast zou er een bewapening zijn van vier machinegeweren, waarvan een in de secundaire toren, twee aan de zijkanten en een aan de achterwand van de hoofdtoren om het ontbreken van een achterste toren wat te compenseren. Men was dus flink afgeweken van de specificaties om het project meer concurrerend te maken. Dat wierp zijn vruchten af: de commissie verkoos de FCM F1 boven het ARL-project en deed een voorlopige bestelling van twaalf voertuigen, te leveren vanaf mei 1941 in een tempo van drie of vier tanks per maand. Een belangrijke overweging was dat er op die manier wat FCM F1's beschikbaar zouden zijn voor een zomeroffensief in 1941; mocht hier geen vooruitzicht op bestaan dan liep het hele project gevaar afgeblazen te worden als een verspilling van schaarse hulpbronnen die beter besteed hadden kunnen worden aan de productie van meer Char B1's. De commissie beval FCM om de pantserdikte op 120 millimeter rondom te brengen, ook al zou dit het gewicht doen toenemen tot 145 ton en de maximumsnelheid terugbrengen tot 20 km/u. Opmerkelijk was dat deze beslissing voor de commissie een afwijking betekende van eerder opgestelde beleidsdoelen aangaande een zogenaamde Char de Forteresse.

### DeChar de Forteresse
Op 28 februari 1940 was een nieuwe commissie in het leven geroepen, de Commission d'Études des Chars, met als taak meer eenheid te brengen in de toekomstige Franse tankontwikkeling, die te lijden had onder een veelheid van overlappende projecten. De commissie besloot alle ontwerpstudies te beperken tot drie tanks van verschillende gewichtsklassen. De zwaarste daarvan was de Char de Forteresse. Deze moest een soort "Super-Char B1" worden, met een 135 of 155 mm houwitser in de romp en een 75 of 90 mm kanon in de toren. Het pantser moest rondom 100 of 120 millimeter dik zijn. Ondanks de zware bewapening en bescherming werd het gewicht verwacht rond de tachtig à honderd ton te zullen liggen, wat een 1000 pk-motor nog met een redelijke snelheid te kunnen voortbewegen. Op 14 mei werd besloten het project te beëindigen, omdat er geen geschikt 135 of 155 mm geschut voorhanden was. Vermoedelijk had dit geen betrekking op de FCM F1, die kennelijk als een te ver gevorderd project werd gezien om nu nog te beëindigen. Door de Franse nederlaag zouden er echter geen FCM 1's gebouwd worden.

## Nasleep
In 1944 werd de kennis verworven tijdens het ontwerptraject mede gebruikt voor de ontwikkeling van de ARL 44, de eerste Franse tank die na de oorlog geproduceerd zou worden. Opmerkelijk is dat zowel het Verenigd Koninkrijk als de Verenigde Staten in het midden van de oorlog prototypen lieten bouwen van superzware pantservoertuigen met precies hetzelfde doel als de FCM F1: het bedwingen van de Westwall. Deze voertuigen, respectievelijk de Tortoise en de T28 Super Heavy Tank, waren echter geen echte tanks maar gemechaniseerd geschut, waarbij het ontbreken van een toren het gewicht moest beperken. Ook zij zijn nooit in productie genomen.